# Kyriakos Papadopoulos
Kyriakos Papadopoulos (în greacă Κυριάκος Παπαδόπουλος; n. 23 februarie 1992, Katerini, Macedonia și Tracia⁠(d), Grecia) este un fotbalist grec, care joacă pe post de fundaș central la Levadiakos în Superliga Greacă. Pe plan internațional, are prezențe la națională pentru Grecia U17⁠(d), Grecia U19⁠(d) și Grecia U21⁠(d).

## Goluri internaționale
| #  | Data              | Stadion                                | Oponent  | Scor | Rezultat | Competiția                                           |
| -- | ----------------- | -------------------------------------- | -------- | ---- | -------- | ---------------------------------------------------- |
| 1. | 4 iunie 2011      | Stadionul Karaiskakis, Piraeus, Grecia | Malta    | 2–0  | 3–1      | Preliminariile Campionatului European de Fotbal 2012 |
| 2. | 6 septembrie 2011 | Stadionul Skonto, Riga, Latvia         | Letonia  | 1–1  | 1–1      | Preliminariile Campionatului European de Fotbal 2012 |
| 3. | 31 mai 2012       | Kufstein Arena, Kufstein, Austria      | Armenia  | 0–1  | 0–1      | Meci amical                                          |
| 4. | 15 august 2012    | Ullevaal Stadion, Oslo Norway          | Norvegia | 0–2  | 2–3      | Meci amical                                          |

## Statistici carieră

### Club
La 18 martie 2014.
| Club             | Sezon   | Campionat | Campionat | Cupă    | Cupă   | Continental | Continental | Altele  | Altele | Total   | Total  |
| Club             | Sezon   | Meciuri   | Goluri    | Meciuri | Goluri | Meciuri     | Goluri      | Meciuri | Goluri | Meciuri | Goluri |
| ---------------- | ------- | --------- | --------- | ------- | ------ | ----------- | ----------- | ------- | ------ | ------- | ------ |
| Olympiacos       | 2007–08 | 3         | 0         | –       | –      | –           | –           | –       | –      | 3       | 0      |
| Olympiacos       | 2008–09 | 3         | 0         | –       | –      | 1           | 0           | –       | –      | 4       | 0      |
| Olympiacos       | 2009–10 | 6         | 0         | –       | –      | 1           | 0           | 2       | 0      | 6       | 0      |
| Olympiacos       | Total   | 9         | 0         | –       | –      | 2           | 0           | 2       | 0      | 13      | 0      |
| Schalke 04       | 2010–11 | 18        | 0         | 5       | 0      | 7           | 0           | 0       | 0      | 30      | 0      |
| Schalke 04       | 2011–12 | 29        | 2         | 3       | 1      | 13          | 2           | 1       | 0      | 46      | 5      |
| Schalke 04       | 2012–13 | 10        | 1         | 2       | 1      | 4           | 0           | 0       | 0      | 16      | 2      |
| Schalke 04       | 2013–14 | 4         | 0         | 0       | 0      | 1           | 0           | 0       | 0      | 5       | 0      |
| Schalke 04       | Total   | 61        | 3         | 10      | 2      | 25          | 2           | 1       | 0      | 97      | 7      |
| Totaluri carieră | Total   | 70        | 3         | 10      | 2      | 27          | 2           | 3       | 0      | 110     | 7      |

### Internațional
| Grecia | Grecia  | Grecia |
| An     | Meciuri | Goluri |
| ------ | ------- | ------ |
| 2011   | 6       | 2      |
| 2012   | 10      | 2      |
| Total  | 16      | 4      |

## Palmares
Olympiacos
- Superliga Greacă (3): 2007–08, 2008–09, 2009–10
- Cupa Greciei (2): 2007–08, 2008–09
- Supercupa Greciei (1): 2007

Schalke 04
- DFB-Pokal (1): 2010–11
- DFL-Supercup (1): 2011